# غاري ماثيوز جونيور
غاري ماثيوز جونيور (بالإنجليزية: Gary Matthews Jr.)‏ هو لاعب كرة قاعدة أمريكي، ولد في 25 أغسطس 1974 في سان فرانسيسكو في الولايات المتحدة.

## وصلات خارجية
- غاري ماثيوز جونيور على موقع دوري كرة القاعدة الرئيسي (الإنجليزية)
- غاري ماثيوز جونيور على موقعبيزبول رفرنس.كوم (الدوري الرئيسي) (الإنجليزية)
- غاري ماثيوز جونيور على موقعبيزبول رفرنس.كوم (الدوري الثانوي) (الإنجليزية)
- غاري ماثيوز جونيور على موقع إي إس بي إن.كوم (أم.أل.بي) (الإنجليزية)
- غاري ماثيوز جونيور على موقع مشجعي الرسوم البيانية (الإنجليزية)